# Banksia speciosa
La banksia vistosa (Banksia speciosa) es una especie de gran arbusto o árbol pequeño en el género de plantas Banksia. Alcanza hasta 8 m de altura. Crece en la costa del sureste de Australia Occidental entre Hopetoun (33°57′S) y la Gran Bahía Australiana (aproximadamente 33° S 130°E).

## Distribución y hábitat
Crece en las dunas costeras y planicies costeras en las regiones biogeográficas de Esperance Plains y Mallee de la costa sur de Australia Occidental.

## Taxonomía
La primera colección botánica de la especie pudo haber sido por Claude Riche, durante una visita a Esperance Bay, Riche exploró un área en la cual B. speciosa es extremadamente común. Sin embargo, él se perdió y se vio forzado abandonar sus colecciones.
La especie fue eventualmente colectada por Robert Brown en 1808, y publicada por en 1810.
Banksia speciosa fue descrita por Robert Brown y publicado en Transactions of the Linnean Society of London, Botany 10: 210. 1810.
Sinonimia
- Banksia grandidentata Dum.-Cours.
- Sirmuellera speciosa Kuntze[3]